# قائمة الشركات حسب رأس المال السوقي

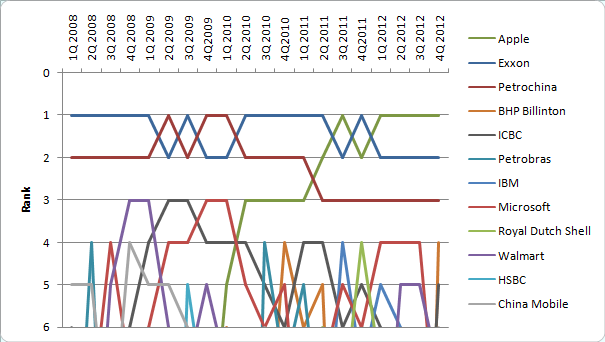
يتم حساب القيمة السوقية من سعر السهم (كما هو مسجل في اليوم المحدد) مضروبة في عدد الأسهم القائمة. يتم تحويل الأرقام إلى ملايين الدولارات (باستخدام السعر من اليوم المحدد

فيما يلي قائمة بالشركات المتداولة علنًا والتي تتمتع بأكبر قيمة سوقية. تعتمد هذه القائمة بشكل أساسي على فاينانشال تايمز غلوبال 500 ‏.
يتم حساب القيمة السوقية من سعر السهم (كما هو مسجل في اليوم المحدد) مضروبة في عدد الأسهم القائمة ‏. يتم تحويل الأرقام إلى ملايين الدولارات (باستخدام السعر من اليوم المحدد) للسماح للمقارنة. فقط الشركات التي لديها تعويم حر لا يقل عن 15٪ مدرجة، يتم استبعاد قيمة فئات الأسهم غير المدرجة. شركات الاستثمار ليست مدرجة في القائمة.

## القيمة السوقية البالغة تريليون دولار
| تاريخ          | الشركة          | قيمة قياسية (بمليارات الدولارات الأمريكية) | قيمة قياسية (بمليارات الدولارات الأمريكية، وفقا للتضخم)                 | ملاحظات |
| -------------- | --------------- | ------------------------------------------ | ----------------------------------------------------------------------- | --- |
| 11 ديسمبر 2019 | أرامكو السعودية | 1880                                       | 1903                                                                    | في 11 ديسمبر 2019، جمعت 25.6 مليار دولار في الاكتتاب العام، مما يجعله أكبر اكتتاب عام تم في العالم حتى الآن، خلفا لمجموعة علي بابا في عام 2014. وبدأت الشركة التداول في تداول في 11 ديسمبر 2019، مع ارتفاع الأسهم بنسبة 10 ٪ إلى 35.2 ريال. ومنح الشركة القيمة السوقية بحوالي 1.88 تريليون دولار، وجعل شركة أرامكو السعودية أكثر الشركات المدرجة قيمة في العالم . |
| 11 ديسمبر 2019 | أبل             | 1224                                       | 1239                                                                    | حققت القيمة السوقية بقيمة 1 تريليون دولار في أغسطس 2018. |
| 27 نوفمبر 2019 | مايكروسوفت      | 1163                                       | 1177                                                                    | حققت القيمة السوقية بقيمة 1 تريليون دولار في أغسطس يونيو 2019 |
| 5 نوفمبر 2007  | بتروتشاينا      | 1000                                       | خطأ في استخدام {{تضخم}}: \|index=US-GDP (الوسيط 1) ليس مؤشرًا معترفًا به. | في 5 نوفمبر 2007 ، ارتفعت أسهم شركة بتروتشاينا في اليوم الأول من التداول بعد اكتتابها العام الأولي في بورصة شنغهاي للأوراق المالية من سعر الاكتتاب من 16.7 يوان صيني إلى 43.96 يوان صيني عند الإغلاق (كان سعر الافتتاح 48.6 يوان). أعطى الرسملة السوقية حوالي 1 تريليون دولار. تم طرح 4 مليارات سهم فقط خلال الاكتتاب العام، وما زالت 158 مليار سهم أخرى تحتفظ بها مؤسسة البترول الوطنية الصينية. 21 مليار سهم تم طرحها بالفعل في بورصة هونغ كونغ. ومع ذلك، بلغت القيمة السوقية على أساس H- الأسهم أبدا 500 مليار دولار. |

## الشركات المتداولة علنا
جميع أرقام القيمة السوقية بالمليون دولار أمريكي .

### 2019
هذه القائمة محدثة اعتبارًا من 30 سبتمبر 2019. التغيرات المشار إليها في القيمة السوقية مرتبطة بالربع السابق.

| مرتبة | الربع الأول      | الربع الأول                | الربع الثاني     | الربع الثاني               | الربع الثالث     | الربع الثالث               | الربع الرابع     | الربع الرابع               |
| ----- | ---------------- | -------------------------- | ---------------- | -------------------------- | ---------------- | -------------------------- | ---------------- | -------------------------- |
| 1     | الولايات المتحدة | مايكروسوفت ▲904,860        | الولايات المتحدة | أبل ▲1,028,000             | الولايات المتحدة | مايكروسوفت ▲1,062,000      | الولايات المتحدة | أبل ▲1,078,000             |
| 2     | الولايات المتحدة | أبل ▲895,670               | الولايات المتحدة | أمازون (شركة) ▲928,540     | الولايات المتحدة | أبل ▲1,012,000             | الولايات المتحدة | أمازون (شركة) ▲1,012,540   |
| 3     | الولايات المتحدة | أمازون (شركة) ▲874,710     | الولايات المتحدة | مايكروسوفت ▲911,240        | الولايات المتحدة | أمازون (شركة) ▼858,680     | الولايات المتحدة | مايكروسوفت ▲976,062,000    |
| 4     | الولايات المتحدة | ألفابت ▲818,160            | الولايات المتحدة | ألفابت ▼751,170            | الولايات المتحدة | ألفابت ▲838,020            | الولايات المتحدة | ألفابت ▲838,030            |
| 5     | الولايات المتحدة | بيركشير هاثاواي ▼493,750   | الولايات المتحدة | شركة الفيسبوك ▲551,490     | الولايات المتحدة | بيركشير هاثاواي ▼508,530   | الولايات المتحدة | بيركشير هاثاواي ▼508,535   |
| 6     | الولايات المتحدة | شركة الفيسبوك ▲475,730     | الولايات المتحدة | بيركشير هاثاواي ▲521,100   | الولايات المتحدة | شركة الفيسبوك ▼508,050     | الولايات المتحدة | شركة الفيسبوك ▼508,050     |
| 7     | الصين            | مجموعة علي بابا ▲472,940   | الصين            | مجموعة علي بابا ▼439,150   | الصين            | مجموعة علي بابا ▼435,400   | الصين            | مجموعة علي بابا ▼435,410   |
| 8     | الصين            | تينسنت ▲440,980            | الصين            | تينسنت ▼432,080            | الصين            | تينسنت ▼398,840            | الصين            | تينسنت ▼398,850            |
| 9     | الولايات المتحدة | جونسون آند جونسون ▲372,230 | الولايات المتحدة | فيزا ▲379,271              | الولايات المتحدة | فيزا ▲373,710              | الولايات المتحدة | فيزا ▲385,370              |
| 10    | الولايات المتحدة | فيزا ▲353,710              | الولايات المتحدة | جونسون آند جونسون ▼370,300 | الولايات المتحدة | جي بي مورغان تشيس ▲376,310 | الولايات المتحدة | جي بي مورغان تشيس ▲376,315 |

### 2018
هذه القائمة محدّثة اعتبارًا من 31 ديسمبر 2018. التغيرات المشار إليها في القيمة السوقية مرتبطة بالربع السابق.
| مرتبة | الربع الأول      | الربع الأول                | الربع الثاني     | الربع الثاني               | الربع الثالث     | الربع الثالث               | الربع الرابع     | الربع الرابع               |
| ----- | ---------------- | -------------------------- | ---------------- | -------------------------- | ---------------- | -------------------------- | ---------------- | -------------------------- |
| 1     | الولايات المتحدة | أبل ▼851,317               | الولايات المتحدة | أبل ▲909,840               | الولايات المتحدة | أبل ▲1,091,000             | الولايات المتحدة | مايكروسوفت ▼780,520        |
| 2     | الولايات المتحدة | ألفابت ▼715,404            | الولايات المتحدة | أمازون (شركة) ▲824,790     | الولايات المتحدة | أمازون (شركة) ▲976,650     | الولايات المتحدة | أبل ▼748,680               |
| 3     | الولايات المتحدة | مايكروسوفت ▲702,760        | الولايات المتحدة | ألفابت ▲774,840            | الولايات المتحدة | مايكروسوفت ▲877,400        | الولايات المتحدة | أمازون (شركة) ▼735,900     |
| 4     | الولايات المتحدة | أمازون (شركة) ▲700,672     | الولايات المتحدة | مايكروسوفت ▲757,640        | الولايات المتحدة | ألفابت ▲839,740            | الولايات المتحدة | ألفابت ▼728,360            |
| 5     | الصين            | تينسنت ▲507,990            | الولايات المتحدة | فيسبوك ▲562,480            | الولايات المتحدة | بيركشير هاثاواي ▲523,520   | الولايات المتحدة | بيركشير هاثاواي ▼499,590   |
| 6     | الولايات المتحدة | بيركشير هاثاواي ▲492,019   | الصين            | تينسنت ▼478,580            | الولايات المتحدة | فيسبوك ▼473,850            | الولايات المتحدة | فيسبوك ▼375,890            |
| 7     | الصين            | مجموعة علي بابا ▲470,930   | الصين            | مجموعة علي بابا ▲476,040   | الصين            | مجموعة علي بابا ▼423,600   | الصين            | تينسنت ▼375,110            |
| 8     | الولايات المتحدة | فيسبوك ▼464,189            | الولايات المتحدة | بيركشير هاثاواي ▼463,980   | الصين            | تينسنت ▼388,080            | الصين            | مجموعة علي بابا ▼355,130   |
| 9     | الولايات المتحدة | جي بي مورغان تشيس ▲377,410 | الولايات المتحدة | جي بي مورغان تشيس ▼354,780 | الولايات المتحدة | جي بي مورغان تشيس ▲379,440 | الولايات المتحدة | جونسون آند جونسون ▼346,110 |
| 10    | الولايات المتحدة | جونسون آند جونسون ▼343,780 | الولايات المتحدة | إكسون موبيل ▲350,270       | الولايات المتحدة | جونسون آند جونسون ▲370,650 | الولايات المتحدة | جي بي مورغان تشيس ▼324,660 |

### 2017
هذه القائمة محدّثة اعتبارًا من 31 ديسمبر 2017. التغيرات المشار إليها في القيمة السوقية مرتبطة بالربع السابق.
| مرتبة | الربع الأول      | الربع الأول                | الربع الثاني     | الربع الثاني                | الربع الثالث     | الربع الثالث                | الربع الرابع     | الربع الرابع                |
| ----- | ---------------- | -------------------------- | ---------------- | --------------------------- | ---------------- | --------------------------- | ---------------- | --------------------------- |
| 1     | الولايات المتحدة | أبل ▲753,718               | الولايات المتحدة | Apple Inc. ▼749,124         | الولايات المتحدة | Apple Inc. ▲791,726         | الولايات المتحدة | Apple Inc. ▲868,880         |
| 2     | الولايات المتحدة | ألفابت ▲573,570            | الولايات المتحدة | Alphabet Inc. ▲628,610      | الولايات المتحدة | Alphabet Inc. ▲664,550      | الولايات المتحدة | Alphabet Inc. ▲727,040      |
| 3     | الولايات المتحدة | مايكروسوفت ▲508,935        | الولايات المتحدة | Microsoft ▲528,778          | الولايات المتحدة | Microsoft ▲568,965          | الولايات المتحدة | Microsoft ▲659,910          |
| 4     | الولايات المتحدة | أمازون (شركة) ▲423,031     | الولايات المتحدة | Amazon.com ▲466,471         | الولايات المتحدة | Amazon.com ▼459,435         | الولايات المتحدة | Amazon.com ▲563,540         |
| 5     | الولايات المتحدة | بيركشير هاثاواي ▲410,880   | الولايات المتحدة | Berkshire Hathaway ▲418,880 | الولايات المتحدة | Berkshire Hathaway ▲451,840 | الولايات المتحدة | Facebook ▲512,760           |
| 6     | الولايات المتحدة | إكسون موبيل ▲339,897       | الولايات المتحدة | Johnson & Johnson ▲357,310  | الصين            | Alibaba Group ▲436,850      | الصين            | Tencent ▲493,340            |
| 7     | الولايات المتحدة | جونسون آند جونسون ▲337,947 | الولايات المتحدة | Facebook ▲357,176           | الصين            | Tencent ▲405,007            | الولايات المتحدة | Berkshire Hathaway ▲489,490 |
| 8     | الولايات المتحدة | فيسبوك ▲334,552            | الصين            | مجموعة علي بابا ▲356,390    | الولايات المتحدة | Facebook ▲399,946           | الصين            | Alibaba Group ▲440,712      |
| 9     | الولايات المتحدة | جي بي مورغان تشيس ▲313,761 | الصين            | تينسنت ▲344,879             | الولايات المتحدة | ExxonMobil ▲348,248         | الولايات المتحدة | Johnson & Johnson ▲375,360  |
| 10    | الولايات المتحدة | ولز فارجو ▲278,516         | الولايات المتحدة | ExxonMobil ▲341,947         | الولايات المتحدة | Johnson & Johnson ▼347,497  | الولايات المتحدة | JPMorgan Chase ▲371,050     |

### 2016
هذه القائمة محدّثة اعتبارًا من 31 ديسمبر 2016. التغيرات المشار إليها في القيمة السوقية مرتبطة بالربع السابق.
| مرتبة | الربع الأول      | الربع الأول                | الربع الثاني     | الربع الثاني                | الربع الثالث     | الربع الثالث                | الربع الرابع     | الربع الرابع                  |
| ----- | ---------------- | -------------------------- | ---------------- | --------------------------- | ---------------- | --------------------------- | ---------------- | ----------------------------- |
| 1     | الولايات المتحدة | أبل ▲607,465               | الولايات المتحدة | Apple Inc. ▼517,069         | الولايات المتحدة | Apple Inc. ▲604,475         | الولايات المتحدة | Apple Inc. ▲617,588.49        |
| 2     | الولايات المتحدة | ألفابت ▲535,660            | الولايات المتحدة | Alphabet Inc. ▼475,320      | الولايات المتحدة | Alphabet Inc. ▲535,660      | الولايات المتحدة | Alphabet Inc. ▼531,970        |
| 3     | الولايات المتحدة | مايكروسوفت ▲439,734        | الولايات المتحدة | Microsoft ▼397,268          | الولايات المتحدة | Microsoft ▲447,290          | الولايات المتحدة | Microsoft ▲483,160.28         |
| 4     | الولايات المتحدة | إكسون موبيل ▲350,991       | الولايات المتحدة | ExxonMobil ▲383,396         | الولايات المتحدة | Amazon.com ▲393,030         | الولايات المتحدة | Berkshire Hathaway ▲404,390   |
| 5     | الولايات المتحدة | بيركشير هاثاواي ▲349,740   | الولايات المتحدة | Berkshire Hathaway ▼345,860 | الولايات المتحدة | ExxonMobil ▼358,519         | الولايات المتحدة | ExxonMobil ▲374,280           |
| 6     | الولايات المتحدة | جونسون آند جونسون ▲300,604 | الولايات المتحدة | Amazon.com ▲337,641         | الولايات المتحدة | Berkshire Hathaway ▲358,300 | الولايات المتحدة | Amazon.com ▼356,313.12        |
| 7     | الولايات المتحدة | جنرال إلكتريك ▼295,546     | الولايات المتحدة | Johnson & Johnson ▲328,234  | الولايات المتحدة | Johnson & Johnson ▼320,836  | الولايات المتحدة | Johnson & Johnson ▼313,432.46 |
| 8     | الولايات المتحدة | أمازون (شركة) ▼281,888     | الولايات المتحدة | General Electric ▼280,927   | الولايات المتحدة | Facebook ▲297,548           | الولايات المتحدة | JPMorgan Chase ▲308,768.42    |
| 9     | الولايات المتحدة | فيسبوك ▲259,192            | الولايات المتحدة | Facebook ▲263,930           | الصين            | تينسنت ▲265,603             | الولايات المتحدة | General Electric ▲279,545.92  |
| 10    | الولايات المتحدة | ولز فارجو ▼246,035         | الولايات المتحدة | إيه تي آند تي ▲261,035      | الولايات المتحدة | General Electric ▼261,876   | الولايات المتحدة | Wells Fargo ▼276,779.12       |

### 2015
This Financial Times Global 500–based list is up to date اعتبارًا من 31 ديسمبر 2015. التغيرات المشار إليها في القيمة السوقية مرتبطة بالربع السابق.
| مرتبة | الربع الأول      | الربع الأول                              | الربع الثاني     | الربع الثاني                  | الربع الثالث     | الربع الثالث                | الربع الرابع     | الربع الرابع                |
| ----- | ---------------- | ---------------------------------------- | ---------------- | ----------------------------- | ---------------- | --------------------------- | ---------------- | --------------------------- |
| 1     | الولايات المتحدة | أبل ▲724,773.1                           | الولايات المتحدة | Apple Inc. ▼722,576.9         | الولايات المتحدة | Apple Inc. ▼621,939         | الولايات المتحدة | Apple Inc. ▼598,344         |
| 2     | الولايات المتحدة | إكسون موبيل ▼356,548.7                   | الولايات المتحدة | Microsoft ▲357,154.4          | الولايات المتحدة | Google ▲407,870             | الولايات المتحدة | ألفابت ▲534,090             |
| 3     | الولايات المتحدة | بيركشير هاثاواي ▼356,510.7               | الولايات المتحدة | Exxon Mobil ▼347,868.1        | الولايات المتحدة | Microsoft ▼347,432          | الولايات المتحدة | Microsoft ▲449,799          |
| 4     | الولايات المتحدة | جوجل ▲345,849.2                          | الولايات المتحدة | Google ▲336,014.5             | الولايات المتحدة | Berkshire Hathaway ▼318,180 | الولايات المتحدة | Berkshire Hathaway ▲323,750 |
| 5     | الولايات المتحدة | مايكروسوفت ▼333,524.8                    | الولايات المتحدة | Berkshire Hathaway ▼336,014.5 | الولايات المتحدة | Exxon Mobil ▼304,245        | الولايات المتحدة | Exxon Mobil ▲325,167        |
| 6     | الصين            | بتروتشاينا ▲329,715.1                    | الصين            | Petro China ▼319,391.6        | الولايات المتحدة | Johnson & Johnson ▼257,637  | الولايات المتحدة | Amazon ▲323,009             |
| 7     | الولايات المتحدة | ولز فارجو ▼279,919.7                     | الصين            | ICBC ▲298,531.5               | الولايات المتحدة | General Electric ▼248,069   | الولايات المتحدة | General Electric ▲313,892   |
| 8     | الولايات المتحدة | جونسون آند جونسون ▼279,723.9             | الولايات المتحدة | ولز فارجو ▲289,591.3          | الصين            | تشاينا موبايل ▲243,186      | الولايات المتحدة | Johnson & Johnson ▲287,153  |
| 9     | الصين            | البنك الصناعي والتجاري الصيني ▲275,389.1 | الولايات المتحدة | Johnson & Johnson ▼270,260.8  | سويسرا           | Novartis ▲240,373           | الولايات المتحدة | Wells Fargo ▲281,770        |
| 10    | سويسرا           | نوفارتس ▲267,897.0                       | الولايات المتحدة | جنرال إلكتريك ▲267,717.4      | سويسرا           | نستله ▲233,361              | الولايات المتحدة | جي بي مورغان تشيس ▲245,126  |

### 2014
This Financial Times Global 500–based list is up to date اعتبارًا من 31 ديسمبر 2014. التغيرات المشار إليها في القيمة السوقية مرتبطة بالربع السابق.
| مرتبة | الربع الأول      | الربع الأول                  | الربع الثاني             | الربع الثاني                  | الربع الثالث     | الربع الثالث                  | الربع الرابع     | الربع الرابع                             |
| ----- | ---------------- | ---------------------------- | ------------------------ | ----------------------------- | ---------------- | ----------------------------- | ---------------- | ---------------------------------------- |
| 1     | الولايات المتحدة | أبل ▼478,766.1               | الولايات المتحدة         | Apple Inc. ▲560,337.4         | الولايات المتحدة | Apple Inc. ▲603,277.4         | الولايات المتحدة | Apple Inc. ▲647,361.0                    |
| 2     | الولايات المتحدة | إكسون موبيل ▼422,098.3       | الولايات المتحدة         | Exxon Mobil ▲432,357.3        | الولايات المتحدة | Exxon Mobil ▼401,094.1        | الولايات المتحدة | Exxon Mobil ▼391,481.9                   |
| 3     | الولايات المتحدة | مايكروسوفت ▲340,216.8        | الولايات المتحدة         | Google ▲358,347.3             | الولايات المتحدة | Microsoft ▲381,959.7          | الولايات المتحدة | Microsoft ▲382,880.3                     |
| 4     | الولايات المتحدة | جوجل ▲313,003.9              | الولايات المتحدة         | Microsoft ▲344,458.8          | الولايات المتحدة | Google ▲361,998.4             | الولايات المتحدة | Berkshire Hathaway ▲370,652.6            |
| 5     | الولايات المتحدة | بيركشير هاثاواي ▲308,090.6   | الولايات المتحدة         | Berkshire Hathaway ▲312,216.7 | الولايات المتحدة | Berkshire Hathaway ▲340,055.0 | الولايات المتحدة | Google ▼329,768.5                        |
| 6     | الولايات المتحدة | جونسون آند جونسون ▲277,826.2 | الولايات المتحدة         | Johnson & Johnson ▼276,837.0  | الولايات المتحدة | Johnson & Johnson ▲300,614.2  | الصين            | بتروتشاينا ▲305,536.1                    |
| 7     | الولايات المتحدة | ولز فارجو ▲261,217.5         | الولايات المتحدة         | Wells Fargo ▲261,217.5        | الولايات المتحدة | Wells Fargo ▲270,782.4        | الولايات المتحدة | Johnson & Johnson ▼292,702.8             |
| 8     | الولايات المتحدة | جنرال إلكتريك ▼259,547.3     | هولندا · المملكة المتحدة | رويال داتش شل ▲269,563.4      | الولايات المتحدة | General Electric ▼257,068.4   | الولايات المتحدة | Wells Fargo ▲284,385.6                   |
| 9     | سويسرا           | هوفمان-لا روش ▲258,542.1     | الولايات المتحدة         | General Electric ▲263,529.6   | سويسرا           | نوفارتس ▲255,326.4            | الولايات المتحدة | Wal-Mart ▼276,807.4                      |
| 10    | الولايات المتحدة | وول مارت ▼246,805.7          | سويسرا                   | Hoffmann-La Roche ▼256,322.8  | سويسرا           | Hoffmann-La Roche ▼254,543.8  | الصين            | البنك الصناعي والتجاري الصيني ▲271,146.1 |

### 2013
This Financial Times Global 500–based list is up to date as of December 31, 2013. التغيرات المشار إليها في القيمة السوقية مرتبطة بالربع السابق.
| مرتبة | الربع الأول      | الربع الأول                | الربع الثاني     | الربع الثاني                             | الربع الثالث     | الربع الثالث                   | الربع الرابع     | الربع الرابع                   |
| ----- | ---------------- | -------------------------- | ---------------- | ---------------------------------------- | ---------------- | ------------------------------ | ---------------- | ------------------------------ |
| 1     | الولايات المتحدة | أبل ▼415,683.3             | الولايات المتحدة | Exxon Mobil ▼401,729.8                   | الولايات المتحدة | Apple Inc. ▲433,099.6          | الولايات المتحدة | Apple Inc. ▲504,770.8          |
| 2     | الولايات المتحدة | إكسون موبيل ▲403,733.1     | الولايات المتحدة | Apple Inc. ▼372,202.3                    | الولايات المتحدة | Exxon Mobil ▼378,716.2         | الولايات المتحدة | Exxon Mobil ▲442,142.8         |
| 3     | الولايات المتحدة | بيركشير هاثاواي ▲256,801.8 | الولايات المتحدة | Microsoft ▲288,488.8                     | الولايات المتحدة | Berkshire Hathaway ▲280,001.5  | الولايات المتحدة | Microsoft ▲312,297.3           |
| 4     | الصين            | بتروتشاينا ▼254,618.7      | الولايات المتحدة | Berkshire Hathaway ▲276,548.5            | الولايات المتحدة | Microsoft ▼277,220.9           | الولايات المتحدة | Google ▲310,079.1              |
| 5     | الولايات المتحدة | وول مارت ▲246,373.3        | الولايات المتحدة | Wal-Mart ▼244,079.4                      | الولايات المتحدة | Johnson & Johnson ▲244,298.5   | الولايات المتحدة | Berkshire Hathaway ▲292,396.0  |
| 6     | الولايات المتحدة | جنرال إلكتريك ▲239,775.6   | الولايات المتحدة | جونسون آند جونسون ▲241,170.9             | الولايات المتحدة | General Electric ▲243,290.4    | الولايات المتحدة | General Electric ▲283,589.8    |
| 7     | الولايات المتحدة | مايكروسوفت ▲239,602.3      | الولايات المتحدة | General Electric ▲239,787.2              | الولايات المتحدة | Wal-Mart ▼240,773.3            | الولايات المتحدة | Johnson & Johnson ▲258,415.4   |
| 8     | الولايات المتحدة | آي بي إم ▲237,724.7        | الولايات المتحدة | جوجل ▲238,688.6                          | الولايات المتحدة | Google ▼237,479.4              | الولايات المتحدة | Wal-Mart ▲254,622.8            |
| 9     | سويسرا           | نستله ▲233,792.1           | الولايات المتحدة | Chevron Corporation ▼229,402.6           | الولايات المتحدة | Chevron Corporation ▲234,740.8 | سويسرا           | Hoffmann-La Roche ▲241,368.0   |
| 10    | الولايات المتحدة | شركة شيفرون ▲230,831.2     | الصين            | البنك الصناعي والتجاري الصيني ▲226,879.8 | سويسرا           | هوفمان-لا روش ▲232,495.2       | الولايات المتحدة | Chevron Corporation ▲240,223.4 |

### 2012
This Financial Times Global 500–based list is up to date as of December 31, 2012. التغيرات المشار إليها في القيمة السوقية مرتبطة بالربع السابق.
| مرتبة | الربع الأول              | الربع الأول                              | الربع الثاني             | الربع الثاني                 | الربع الثالث             | الربع الثالث                   | الربع الرابع               | الربع الرابع                  |
| ----- | ------------------------ | ---------------------------------------- | ------------------------ | ---------------------------- | ------------------------ | ------------------------------ | -------------------------- | ----------------------------- |
| 1     | الولايات المتحدة         | أبل ▲559,002.1                           | الولايات المتحدة         | Apple Inc. ▼546,076.1        | الولايات المتحدة         | Apple Inc. ▲625,348.1          | الولايات المتحدة           | Apple Inc. ▼500,610.7         |
| 2     | الولايات المتحدة         | إكسون موبيل ▲408,777.4                   | الولايات المتحدة         | Exxon Mobil ▼400,139.1       | الولايات المتحدة         | Exxon Mobil ▲422,127.5         | الولايات المتحدة           | Exxon Mobil ▼394,610.9        |
| 3     | الصين                    | بتروتشاينا ▲278,968.4                    | الصين                    | PetroChina ▼257,685.8        | الصين                    | PetroChina ▼253,853.3          | الصين                      | PetroChina ▲264,833.4         |
| 4     | الولايات المتحدة         | مايكروسوفت ▲270,644.1                    | الولايات المتحدة         | Microsoft ▼256,982.4         | الولايات المتحدة         | Microsoft ▼249,489.8           | أستراليا · المملكة المتحدة | شركة بي اتش بي ▲247,409.0     |
| 5     | الولايات المتحدة         | آي بي إم ▲241,754.6                      | الولايات المتحدة         | وول مارت ▲235,900.3          | الولايات المتحدة         | Wal-Mart ▲248,074.4            | الصين                      | ICBC ▲236,457.9               |
| 6     | الصين                    | البنك الصناعي والتجاري الصيني ▲236,335.4 | الولايات المتحدة         | IBM ▼225,598.5               | الولايات المتحدة         | General Electric ▲239,791.2    | هونغ كونغ                  | China Mobile ▲234,040.2       |
| 7     | هولندا · المملكة المتحدة | رويال داتش شل ▼222,425.1                 | الولايات المتحدة         | General Electric ▲220,806.3  | الولايات المتحدة         | IBM ▲237,068.4                 | الولايات المتحدة           | Wal-Mart ▼228,245.4           |
| 8     | هونغ كونغ                | تشاينا موبايل ▲220,978.9                 | هونغ كونغ                | China Mobile ▼219,481.3      | الولايات المتحدة         | Chevron Corporation ▲228,707.1 | كوريا الجنوبية             | إلكترونيات سامسونج ▲227,581.8 |
| 9     | الولايات المتحدة         | جنرال إلكتريك ▲212,317.7                 | هولندا · المملكة المتحدة | Royal Dutch Shell ▼217,048.2 | هونغ كونغ                | China Mobile ▲222,817.8        | الولايات المتحدة           | Microsoft ▼224,801.0          |
| 10    | الولايات المتحدة         | شركة شيفرون ▲211,950.6                   | الصين                    | ICBC ▼211,196.0              | هولندا · المملكة المتحدة | Royal Dutch Shell ▲222,669.6   | هولندا · المملكة المتحدة   | Royal Dutch Shell 222,669.6   |

### 2011
This Financial Times Global 500–based list is up to date as of December 31, 2011. التغيرات المشار إليها في القيمة السوقية مرتبطة بالربع السابق.
| مرتبة | الربع الأول                | الربع الأول                              | الربع الثاني               | الربع الثاني                 | الربع الثالث             | الربع الثالث                   | الربع الرابع             | الربع الرابع                   |
| ----- | -------------------------- | ---------------------------------------- | -------------------------- | ---------------------------- | ------------------------ | ------------------------------ | ------------------------ | ------------------------------ |
| 1     | الولايات المتحدة           | إكسون موبيل ▲417,166.7                   | الولايات المتحدة           | Exxon Mobil ▼400,884.5       | الولايات المتحدة         | Apple Inc. ▲353,518.1          | الولايات المتحدة         | Exxon Mobil ▲406,272.1         |
| 2     | الصين                      | بتروتشاينا ▲326,199.2                    | الولايات المتحدة           | Apple Inc. ▼310,412.3        | الولايات المتحدة         | Exxon Mobil ▼353,135.2         | الولايات المتحدة         | Apple Inc. ▲376,410.6          |
| 3     | الولايات المتحدة           | أبل ▲321,072.1                           | الصين                      | PetroChina ▼303,649.9        | الصين                    | PetroChina ▼276,473.9          | الصين                    | PetroChina ▲276,844.9          |
| 4     | الصين                      | البنك الصناعي والتجاري الصيني ▲251,078.1 | الصين                      | ICBC ▼246,850.5              | الولايات المتحدة         | IBM ▲208,843.5                 | هولندا · المملكة المتحدة | Royal Dutch Shell ▲236,677.0   |
| 5     | البرازيل                   | بتروبراس ▲247,417.6                      | أستراليا · المملكة المتحدة | BHP Billiton ▼233,626.5      | الولايات المتحدة         | Microsoft ▼208,534.9           | الصين                    | ICBC ▲228,168.1                |
| 6     | أستراليا · المملكة المتحدة | شركة بي اتش بي ▲247,079.5                | هولندا · المملكة المتحدة   | Royal Dutch Shell ▼225,122.8 | الصين                    | ICBC ▼206,021.4                | الولايات المتحدة         | Microsoft ▲218,380.1           |
| 7     | الصين                      | بنك التعمير الصيني ▲232,608.6            | الولايات المتحدة           | Microsoft ▲219,251.9         | هونغ كونغ                | تشاينا موبايل ▲198,778.7       | الولايات المتحدة         | IBM ▲216,724.4                 |
| 8     | هولندا · المملكة المتحدة   | رويال داتش شل ▲226,128.7                 | سويسرا                     | نستله ▲215,017.5             | هولندا · المملكة المتحدة | Royal Dutch Shell ▼197,061.1   | الولايات المتحدة         | Chevron Corporation ▲211,893.9 |
| 9     | الولايات المتحدة           | شركة شيفرون ▲215,780.6                   | البرازيل                   | Petrobras ▼210,111.4         | سويسرا                   | Nestlé ▼191,115.6              | الولايات المتحدة         | وول مارت ▲204,659.8            |
| 10    | الولايات المتحدة           | مايكروسوفت ▼213,336.4                    | الولايات المتحدة           | آي بي إم ▲207,781.4          | الولايات المتحدة         | Chevron Corporation ▼185,456.1 | الصين                    | China Mobile ▼196,148.4        |

### 2010
This Financial Times Global 500–based list is up to date as of December 31, 2010. التغيرات المشار إليها في القيمة السوقية مرتبطة بالربع السابق.
| مرتبة | الربع الأول                | الربع الأول                              | الربع الثاني     | الربع الثاني                  | الربع الثالث               | الربع الثالث                       | الربع الرابع               | الربع الرابع                       |
| ----- | -------------------------- | ---------------------------------------- | ---------------- | ----------------------------- | -------------------------- | ---------------------------------- | -------------------------- | ---------------------------------- |
| 1     | الصين                      | بتروتشاينا ▼329,259.7                    | الولايات المتحدة | Exxon Mobil ▼291,789.1        | الولايات المتحدة           | Exxon Mobil ▲314,622.5             | الولايات المتحدة           | Exxon Mobil ▲368,711.5             |
| 2     | الولايات المتحدة           | إكسون موبيل ▼316,230.8                   | الصين            | PetroChina ▼268,504.8         | الصين                      | PetroChina ▲270,889.9              | الصين                      | PetroChina ▲303,273.6              |
| 3     | الولايات المتحدة           | مايكروسوفت ▼256,864.7                    | الولايات المتحدة | Apple Inc. ▲228,876.8         | الولايات المتحدة           | Apple Inc. ▲259,223.4              | الولايات المتحدة           | Apple Inc. ▲295,886.3              |
| 4     | الصين                      | البنك الصناعي والتجاري الصيني ▼246,419.8 | الصين            | ICBC ▼211,258.7               | البرازيل                   | بتروبراس ▲220,616.5                | أستراليا · المملكة المتحدة | BHP Billiton ▲243,540.3            |
| 5     | الولايات المتحدة           | أبل ▲213,096.7                           | الولايات المتحدة | Microsoft ▼201,655.8          | الصين                      | ICBC ▲213,364.1                    | الولايات المتحدة           | Microsoft ▲238,784.5               |
| 6     | أستراليا · المملكة المتحدة | شركة بي اتش بي ▲209,935.1                | هونغ كونغ        | China Mobile ▲201,471.2       | الولايات المتحدة           | Microsoft ▲210,676.4               | الصين                      | ICBC ▲233,369.1                    |
| 7     | الولايات المتحدة           | وول مارت ▲209,000.7                      | الولايات المتحدة | Berkshire Hathaway ▼197,356.8 | هونغ كونغ                  | China Mobile ▲205,339.6            | البرازيل                   | Petrobras ▲229,066.6               |
| 8     | الولايات المتحدة           | بيركشير هاثاواي ▲200,620.5               | الصين            | بنك التعمير الصيني ▲189,170.7 | الولايات المتحدة           | Berkshire Hathaway ▲204,792.0      | الصين                      | China Construction Bank ▲222,245.1 |
| 9     | الولايات المتحدة           | جنرال إلكتريك ▲194,246.2                 | الولايات المتحدة | Wal-Mart ▼178,322.7           | الصين                      | China Construction Bank ▲202,998.4 | هولندا · المملكة المتحدة   | رويال داتش شل ▲208,593.7           |
| 10    | هونغ كونغ                  | تشاينا موبايل ▲192,998.6                 | الولايات المتحدة | بروكتر وغامبل 172,736.5       | أستراليا · المملكة المتحدة | BHP Billiton ▲196,866.0            | سويسرا                     | نستله ▲203,534.3                   |

### 2009
This Financial Times Global 500–based list is up to date as of December 31, 2009. التغيرات المشار إليها في القيمة السوقية مرتبطة بالربع السابق.
| مرتبة | الربع الأول              | الربع الأول                            | الربع الثاني             | الربع الثاني                  | الربع الثالث             | الربع الثالث                       | الربع الرابع               | الربع الرابع                       |
| ----- | ------------------------ | -------------------------------------- | ------------------------ | ----------------------------- | ------------------------ | ---------------------------------- | -------------------------- | ---------------------------------- |
| 1     | الولايات المتحدة         | إكسون موبيل ▼336,527                   | الصين                    | PetroChina ▲366,662.9         | الولايات المتحدة         | Exxon Mobil ▼329,725               | الصين                      | PetroChina ▲353,140.1              |
| 2     | الصين                    | بتروتشاينا ▲287,185                    | الولايات المتحدة         | Exxon Mobil ▲341,140.3        | الصين                    | PetroChina ▼325,097.5              | الولايات المتحدة           | Exxon Mobil ▼323,717.1             |
| 3     | الولايات المتحدة         | وول مارت ▼204,365                      | الصين                    | ICBC ▲257,004.4               | الصين                    | ICBC ▼237,951.5                    | الولايات المتحدة           | Microsoft ▲270,635.4               |
| 4     | الصين                    | البنك الصناعي والتجاري الصيني ▲187,885 | الولايات المتحدة         | Microsoft ▲211,546.2          | الولايات المتحدة         | Microsoft ▲229,630.7               | الصين                      | ICBC ▲268,956.2                    |
| 5     | هونغ كونغ                | تشاينا موبايل ▼174,673                 | هونغ كونغ                | China Mobile ▲200,832.4       | المملكة المتحدة          | إتش إس بي سي ▲198,561.1            | الولايات المتحدة           | Wal-Mart ▲203,653.6                |
| 6     | الولايات المتحدة         | مايكروسوفت ▼163,320                    | الولايات المتحدة         | Wal-Mart ▼188,752.0           | هونغ كونغ                | China Mobile ▼195,680.4            | الصين                      | China Construction Bank ▲201,436.1 |
| 7     | الولايات المتحدة         | إيه تي آند تي ▼148,511                 | الصين                    | بنك التعمير الصيني ▲182,186.7 | الولايات المتحدة         | Wal-Mart ▲189,331.6                | أستراليا · المملكة المتحدة | شركة بي اتش بي ▲201,248            |
| 8     | الولايات المتحدة         | جونسون آند جونسون ▼145,481             | البرازيل                 | بتروبراس ▲165,056.9           | البرازيل                 | Petrobras ▲189,027.7               | المملكة المتحدة            | HSBC ▲199,254.9                    |
| 9     | هولندا · المملكة المتحدة | رويال داتش شل ▼138,999                 | الولايات المتحدة         | Johnson & Johnson ▲156,515.9  | الصين                    | China Construction Bank ▲186,816.7 | البرازيل                   | Petrobras ▲199,107.9               |
| 10    | الولايات المتحدة         | بروكتر وغامبل ▼138,013                 | هولندا · المملكة المتحدة | Royal Dutch Shell ▲156,386.7  | هولندا · المملكة المتحدة | Royal Dutch Shell ▲175,986.1       | الولايات المتحدة           | أبل ▲189,801.7                     |

### 2008
This Financial Times Global 500–based list is up to date as of December 31, 2008. التغيرات المشار إليها في القيمة السوقية مرتبطة بالربع السابق.
| مرتبة | الربع الأول              | الربع الأول                            | الربع الثاني             | الربع الثاني                  | الربع الثالث             | الربع الثالث                       | الربع الرابع     | الربع الرابع               |
| ----- | ------------------------ | -------------------------------------- | ------------------------ | ----------------------------- | ------------------------ | ---------------------------------- | ---------------- | -------------------------- |
| 1     | الولايات المتحدة         | إكسون موبيل ▼452,505                   | الولايات المتحدة         | Exxon Mobil ▲465,652          | الولايات المتحدة         | Exxon Mobil ▲403,366               | الولايات المتحدة | Exxon Mobil ▲406,067       |
| 2     | الصين                    | بتروتشاينا ▼423,996                    | الصين                    | بتروتشاينا ▲341,140.3         | الصين                    | PetroChina ▼325,097.5              | الصين            | بتروتشاينا ▼259,836        |
| 3     | الولايات المتحدة         | جنرال إلكتريك ▼369,569                 | الصين                    | ICBC ▲257,004.4               | الصين                    | ICBC ▼237,951.5                    | الولايات المتحدة | وول مارت ▼219,898          |
| 4     | روسيا                    | غازبروم ▼299,764                       | الولايات المتحدة         | Microsoft ▲211,546.2          | الولايات المتحدة         | Microsoft ▲229,630.7               | هونغ كونغ        | تشاينا موبايل ▲201,291     |
| 5     | هونغ كونغ                | تشاينا موبايل ▼298,093                 | هونغ كونغ                | China Mobile ▲200,832.4       | المملكة المتحدة          | إتش إس بي سي ▲198,561.1            | الولايات المتحدة | بروكتر وغامبل ▼184,576     |
| 6     | الصين                    | البنك الصناعي والتجاري الصيني ▼277,236 | الولايات المتحدة         | Wal-Mart ▼188,752.0           | هونغ كونغ                | China Mobile ▼195,680.4            | الصين            | ICBC ▼173,930              |
| 7     | الولايات المتحدة         | مايكروسوفت ▼264,132                    | الصين                    | بنك التعمير الصيني ▲182,186.7 | الولايات المتحدة         | Wal-Mart ▲189,331.6                | الولايات المتحدة | مايكروسوفت ▼172,929        |
| 8     | الولايات المتحدة         | إيه تي آند تي ▼231,168                 | البرازيل                 | بتروبراس ▲165,056.9           | البرازيل                 | Petrobras ▲189,027.7               | الولايات المتحدة | إيه تي آند تي ▲167,950     |
| 9     | هولندا · المملكة المتحدة | رويال داتش شل ▼220,110                 | الولايات المتحدة         | Johnson & Johnson ▲156,515.9  | الصين                    | China Construction Bank ▲186,816.7 | الولايات المتحدة | جونسون آند جونسون ▼166,002 |
| 10    | الولايات المتحدة         | بروكتر وغامبل ▼215,640                 | هولندا · المملكة المتحدة | Royal Dutch Shell ▲156,386.7  | هولندا · المملكة المتحدة | Royal Dutch Shell ▲175,986.1       | الولايات المتحدة | جنرال إلكتريك ▼161,278     |

### 2007
This فاينانشال تايمز–based list is up to date as of December 31, 2007. Indicated changes in rank and market value are relative to the previous quarter.
| مرتبة | الربع الأول              | الربع الأول                            | الربع الثاني             | الربع الثاني                      | الربع الثالث             | الربع الثالث               | الربع الرابع             | الربع الرابع               |
| ----- | ------------------------ | -------------------------------------- | ------------------------ | --------------------------------- | ------------------------ | -------------------------- | ------------------------ | -------------------------- |
| 1     | الولايات المتحدة         | إكسون موبيل ▼429,567                   | الولايات المتحدة         | Exxon Mobil ▲472,519              | الولايات المتحدة         | Exxon Mobil ▲513,362       | الصين                    | بتروتشاينا ▲723,952        |
| 2     | الولايات المتحدة         | جنرال إلكتريك ▼363,611                 | الولايات المتحدة         | General Electric ▲393,831         | الولايات المتحدة         | General Electric ▲424,191  | الولايات المتحدة         | Exxon Mobil ▼511,887       |
| 3     | الولايات المتحدة         | مايكروسوفت ▼272,912                    | الولايات المتحدة         | Microsoft ▲281,934                | هونغ كونغ                | تشاينا موبايل ▲327,937     | الولايات المتحدة         | General Electric ▼374,637  |
| 4     | الولايات المتحدة         | سيتي غروب ▼252,857                     | هولندا · المملكة المتحدة | Royal Dutch Shell ▲266,141        | الصين                    | ICBC ▲279,269              | هونغ كونغ                | China Mobile ▲354,120      |
| 5     | الولايات المتحدة         | إيه تي آند تي ▲246,206                 | الولايات المتحدة         | AT&T ▲255,871                     | الولايات المتحدة         | Microsoft ▼276,202         | الصين                    | ICBC ▲338,989              |
| 6     | روسيا                    | غازبروم ▼245,911                       | الولايات المتحدة         | Citigroup ▲253,703                | هولندا · المملكة المتحدة | Royal Dutch Shell ▼264,397 | الولايات المتحدة         | Microsoft ▲333,054         |
| 7     | اليابان                  | تويوتا ▼230,832                        | روسيا                    | Gazprom ▼245,757                  | روسيا                    | Gazprom ▲260,249           | روسيا                    | Gazprom ▲329,591           |
| 8     | الولايات المتحدة         | بنك أوف أمريكا ▼228,177                | الولايات المتحدة         | بي بي ▲231,491                    | الولايات المتحدة         | AT&T ▲258,047              | هولندا · المملكة المتحدة | Royal Dutch Shell ▲269,544 |
| 9     | الصين                    | البنك الصناعي والتجاري الصيني ▼224,788 | اليابان                  | Toyota Motor Corporation ▼228,009 | الولايات المتحدة         | Citigroup ▼232,162         | الولايات المتحدة         | AT&T ▼252,051              |
| 10    | هولندا · المملكة المتحدة | رويال داتش شل ▼214,018                 | الولايات المتحدة         | Bank of America ▼216,963          | الولايات المتحدة         | Bank of America ▲223,066   | الصين                    | سينوبك ▲249,645            |

### 2006
This فاينانشال تايمز–based list is up to date as of December 2006. Indicated changes in rank and market value are relative to the previous quarter.
| مرتبة | الربع الأول      | الربع الأول             | الربع الثاني     | الربع الثاني               | الربع الثالث     | الربع الثالث               | الربع الرابع     | الربع الرابع                           |
| ----- | ---------------- | ----------------------- | ---------------- | -------------------------- | ---------------- | -------------------------- | ---------------- | -------------------------------------- |
| 1     | الولايات المتحدة | إكسون موبيل ▲371,631    | الولايات المتحدة | Exxon Mobil ▼371,187       | الولايات المتحدة | Exxon Mobil ▲398,906       | الولايات المتحدة | Exxon Mobil ▲446,943                   |
| 2     | الولايات المتحدة | جنرال إلكتريك ▼362,527  | الولايات المتحدة | General Electric ▼342,731  | الولايات المتحدة | General Electric ▲364,414  | الولايات المتحدة | General Electric ▲383,564              |
| 3     | الولايات المتحدة | مايكروسوفت ▲281,171     | روسيا            | Gazprom ▲246,341           | الولايات المتحدة | Microsoft ▲272,679.0       | الولايات المتحدة | Microsoft ▲293,537                     |
| 4     | الولايات المتحدة | سيتي غروب ▼238,935      | الولايات المتحدة | Citigroup ▲239,862         | روسيا            | Gazprom ▼254,634.3         | الولايات المتحدة | Citigroup ▲273,691                     |
| 5     | المملكة المتحدة  | بي بي ▲233,260          | الولايات المتحدة | Microsoft ▼237,688         | الولايات المتحدة | Citigroup ▲246,727         | روسيا            | Gazprom ▲271,482                       |
| 6     | الولايات المتحدة | بنك أوف أمريكا ▲211,706 | المملكة المتحدة  | BP ▲233,151                | الولايات المتحدة | Bank of America ▲242,451   | الصين            | البنك الصناعي والتجاري الصيني ▲254,592 |
| 7     | هولندا           | رويال داتش شل ▲211,280  | هولندا           | Royal Dutch Shell ▲224,925 | هولندا           | Royal Dutch Shell ▼216,368 | اليابان          | Toyota Motor Corporation ▲241,161      |
| 8     | الولايات المتحدة | وول مارت ▲196,860       | الولايات المتحدة | Bank of America ▲219,504   | المملكة المتحدة  | BP ▼215,623                | الولايات المتحدة | Bank of America ▼239,758               |
| 9     | اليابان          | تويوتا ▲196,731         | المملكة المتحدة  | إتش إس بي سي ▲201,854      | المملكة المتحدة  | HSBC ▲209,774              | هولندا           | Royal Dutch Shell ▲225,781             |
| 10    | روسيا            | غازبروم ▲196,339        | الولايات المتحدة | Wal-Mart ▲200,762          | الولايات المتحدة | فايزر ▲206,785             | المملكة المتحدة  | BP ▲218,643                            |

### 2004
This Financial Times–based list is up to date as of 31 March 2005.
| مرتبة | اسم               | مقر              | الصناعة الأساسية | القيمة السوقية (بمليون دولار أمريكي ) |
| ----- | ----------------- | ---------------- | ---------------- | ------------------------------------- |
| 1     | جنرال إلكتريك     | الولايات المتحدة | تكتل (شركة)      | 382,233                               |
| 2     | إكسون موبيل       | الولايات المتحدة | صناعة نفطية      | 380,567                               |
| 3     | مايكروسوفت        | الولايات المتحدة | صناعة البرمجيات  | 262,975                               |
| 4     | سيتي غروب         | الولايات المتحدة | مصرف (أموال)     | 234,437                               |
| 5     | بي بي             | المملكة المتحدة  | Oil and gas      | 221,365                               |
| 6     | وول مارت          | الولايات المتحدة | تجارة التجزئة    | 212,209                               |
| 7     | رويال داتش شل     | The Netherlands  | Oil and gas      | 210,630                               |
| 8     | جونسون آند جونسون | الولايات المتحدة | رعاية صحية       | 199,711                               |
| 9     | فايزر             | الولايات المتحدة | Health care      | 195,945                               |
| 10    | بنك أوف أمريكا    | الولايات المتحدة | Banking          | 178,765                               |

### 2003
This Financial Times–based list is up to date as of 31 March 2004.
| مرتبة | اسم                         | مقر              | Primary industry | القيمة السوقية (بمليون دولار أمريكي ) |
| ----- | --------------------------- | ---------------- | ---------------- | ------------------------------------- |
| 1     | جنرال إلكتريك               | الولايات المتحدة | تكتل (شركة)      | 299,336                               |
| 2     | مايكروسوفت                  | الولايات المتحدة | صناعة البرمجيات  | 271,911                               |
| 3     | إكسون موبيل                 | الولايات المتحدة | صناعة نفطية      | 263,940                               |
| 4     | فايزر                       | الولايات المتحدة | رعاية صحية       | 261,616                               |
| 5     | سيتي غروب                   | الولايات المتحدة | مصرف (أموال)     | 259,191                               |
| 6     | وول مارت                    | الولايات المتحدة | تجارة التجزئة    | 258,888                               |
| 7     | المجموعة العالمية الأمريكية | الولايات المتحدة | تأمين            | 183,696                               |
| 8     | إنتل                        | الولايات المتحدة | عتاد الحاسوب     | 179,996                               |
| 9     | بي بي                       | المملكة المتحدة  | Oil and gas      | 174,648                               |
| 10    | إتش إس بي سي                | المملكة المتحدة  | Banking          | 163,574                               |

### 2002
This Financial Times–based list is up to date as of 31 March 2003.
| مرتبة | اسم               | مقر              | الصناعة الأساسية                | القيمة السوقية (بمليون دولار أمريكي ) |
| ----- | ----------------- | ---------------- | ------------------------------- | ------------------------------------- |
| 1     | مايكروسوفت        | الولايات المتحدة | صناعة البرمجيات                 | 264,003                               |
| 2     | جنرال إلكتريك     | الولايات المتحدة | تكتل (شركة)                     | 259,647                               |
| 3     | إكسون موبيل       | الولايات المتحدة | صناعة نفطية                     | 241,037                               |
| 4     | وول مارت          | الولايات المتحدة | تجارة التجزئة                   | 234,399                               |
| 5     | فايزر             | الولايات المتحدة | رعاية صحية                      | 195,948                               |
| 6     | سيتي غروب         | الولايات المتحدة | مصرف (أموال)                    | 183,887                               |
| 7     | جونسون آند جونسون | الولايات المتحدة | Health care                     | 170,417                               |
| 8     | رويال داتش شل     | The Netherlands  | Oil and gas                     | 149,034                               |
| 9     | بي بي             | المملكة المتحدة  | Oil and gas                     | 144,381                               |
| 10    | آي بي إم          | الولايات المتحدة | Computer software, عتاد الحاسوب | 139,272                               |

### 2001
This Financial Times–based list is up to date as of 31 March 2002.
| مرتبة | اسم               | مقر              | الصناعة الأساسية | القيمة السوقية (بمليون دولار أمريكي ) |
| ----- | ----------------- | ---------------- | ---------------- | ------------------------------------- |
| 1     | جنرال إلكتريك     | الولايات المتحدة | تكتل (شركة)      | 372,089                               |
| 2     | مايكروسوفت        | الولايات المتحدة | صناعة البرمجيات  | 326,639                               |
| 3     | إكسون موبيل       | United States    | صناعة نفطية      | 299,820                               |
| 4     | وول مارت          | United States    | تجارة التجزئة    | 273,220                               |
| 5     | سيتي غروب         | United States    | مصرف (أموال)     | 255,299                               |
| 6     | فايزر             | United States    | رعاية صحية       | 249,021                               |
| 7     | إنتل              | United States    | عتاد الحاسوب     | 203,838                               |
| 8     | بي بي             | المملكة المتحدة  | Oil and gas      | 200,794                               |
| 9     | جونسون آند جونسون | United States    | Health care      | 197,912                               |
| 10    | رويال داتش شل     | The Netherlands  | Oil and gas      | 189,913                               |

### 2000
This Financial Times–based list is up to date as of 31 March 2001.
| مرتبة | اسم           | مقر             | الصناعة الأساسية | القيمة السوقية (بمليون دولار أمريكي ) |
| ----- | ------------- | --------------- | ---------------- | ------------------------------------- |
| 1     | جنرال إلكتريك | United States   | تكتل (شركة)      | 477,406                               |
| 2     | سيسكو سيستمز  | United States   | عتاد الشبكة      | 304,699                               |
| 3     | إكسون موبيل   | United States   | صناعة نفطية      | 286,367                               |
| 4     | فايزر         | United States   | رعاية صحية       | 263,996                               |
| 5     | مايكروسوفت    | United States   | صناعة البرمجيات  | 258,436                               |
| 6     | وول مارت      | United States   | تجارة التجزئة    | 250,955                               |
| 7     | سيتي غروب     | United States   | مصرف (أموال)     | 250,143                               |
| 8     | فودافون       | المملكة المتحدة | اتصال عن بعد     | 227,175                               |
| 9     | إنتل          | United States   | عتاد الحاسوب     | 227,048                               |
| 10    | رويال داتش شل | The Netherlands | Oil and gas      | 206,340                               |

### 1999
This Financial Times–based list is up to date as of 31 March 2000.
| مرتبة | اسم             | مقر           | الصناعة الأساسية   | القيمة السوقية (بمليون دولار أمريكي ) |
| ----- | --------------- | ------------- | ------------------ | ------------------------------------- |
| 1     | مايكروسوفت      | United States | صناعة البرمجيات    | 586,197                               |
| 2     | جنرال إلكتريك   | United States | تكتل (شركة)        | 474,956                               |
| 3     | إن تي تي دوكومو | Japan         | اتصال عن بعد       | 366,204                               |
| 4     | سيسكو سيستمز    | United States | عتاد الشبكة        | 348,965                               |
| 5     | وول مارت        | United States | تجارة التجزئة      | 286,153                               |
| 6     | إنتل            | United States | عتاد الحاسوب       | 277,096                               |
| 7     | إن تي تي        | Japan         | Telecommunications | 274,905                               |
| 8     | إكسون موبيل     | United States | صناعة نفطية        | 265,894                               |
| 9     | لوسنت           | United States | Telecommunications | 237,668                               |
| 10    | دويتشه تيليكوم  | Germany       | Telecommunications | 209,628                               |

### 1998
This Financial Times–based list is up to date as of 30 September 1998.
| مرتبة | اسم              | مقر             | الصناعة الأساسية                     | القيمة السوقية (بمليون دولار أمريكي ) |
| ----- | ---------------- | --------------- | ------------------------------------ | ------------------------------------- |
| 1     | مايكروسوفت       | United States   | صناعة البرمجيات                      | 271,854                               |
| 2     | جنرال إلكتريك    | United States   | تكتل (شركة)                          | 258,871                               |
| 3     | إكسون موبيل      | United States   | صناعة نفطية                          | 172,213                               |
| 4     | رويال داتش شل    | The Netherlands | Oil and gas                          | 164,157                               |
| 5     | ميرك آند كو      | United States   | رعاية صحية                           | 154,753                               |
| 6     | فايزر            | United States   | Health care                          | 148,074                               |
| 7     | إنتل             | United States   | عتاد الحاسوب                         | 144,060                               |
| 8     | كوكا كولا (شركة) | United States   | مشروب                                | 142,164                               |
| 9     | وول مارت         | United States   | تجارة التجزئة                        | 123,062                               |
| 10    | آي بي إم         | United States   | Software industry, Computer hardware | 121,184                               |

### 1997
This Financial Times–based list is up to date as of 30 September 1997.
| مرتبة | اسم              | مقر             | الصناعة الأساسية | القيمة السوقية (بمليون دولار أمريكي ) |
| ----- | ---------------- | --------------- | ---------------- | ------------------------------------- |
| 1     | جنرال إلكتريك    | United States   | تكتل (شركة)      | 222,748                               |
| 2     | رويال داتش شل    | The Netherlands | صناعة نفطية      | 191,002                               |
| 3     | مايكروسوفت       | United States   | صناعة البرمجيات  | 159,660                               |
| 4     | إكسون موبيل      | United States   | Oil and gas      | 157,970                               |
| 5     | كوكا كولا (شركة) | United States   | مشروب            | 151,288                               |
| 6     | إنتل             | United States   | عتاد الحاسوب     | 150,838                               |
| 7     | إن تي تي         | Japan           | اتصال عن بعد     | 146,139                               |
| 8     | ميرك آند كو      | United States   | رعاية صحية       | 120,757                               |
| 9     | تويوتا           | Japan           | صناعة المركبات   | 116,585                               |
| 10    | نوفارتس          | Switzerland     | Health care      | 104,468                               |

### 1996
هذه القائمة تستند إلى فاينانشال تايمز محدثة اعتبارًا من 30 سبتمبر 1996 .
| مرتبة | Name             | مقر             | الصناعة الأساسية | القيمة السوقية (بمليون دولار أمريكي ) |
| ----- | ---------------- | --------------- | ---------------- | ------------------------------------- |
| 1     | جنرال إلكتريك    | United States   | تكتل (شركة)      | 136,515                               |
| 2     | رويال داتش شل    | The Netherlands | صناعة نفطية      | 128,206                               |
| 3     | كوكا كولا (شركة) | United States   | مشروب            | 117,258                               |
| 4     | إن تي تي         | Japan           | اتصال عن بعد     | 113,609                               |
| 5     | إكسون موبيل      | United States   | Oil and gas      | 102,161                               |

## Non-public companies
This Financial Times Non-Public 150 based list is up to date as of December, 2006. All companies in top 10 are مشاريع مملوكة من قبل الدولةs. Figures are in USD millions.
| مرتبة | 2006      | 2006                                                                             |
| ----- | --------- | -------------------------------------------------------------------------------- |
| 1     | الصين     | لجنة مراقبة وإدارة الأصول المملوكة للدولة التابعة لمجلس الدولة الصينية 1,560,000 |
| 2     | السعودية  | أرامكو السعودية 781,000                                                          |
| 3     | المكسيك   | بيميكس 415,000                                                                   |
| 4     | فنزويلا   | شركة النفط الوطنية الفنزويلية 388,000                                            |
| 5     | الكويت    | مؤسسة البترول الكويتية 378,000                                                   |
| 6     | ماليزيا   | بتروناس 232,000                                                                  |
| 7     | الجزائر   | سوناطراك 224,000                                                                 |
| 8     | إيران     | الشركة الوطنية الإيرانية للنفط 220,000                                           |
| 9     | اليابان   | البريد الياباني القابضة (خصخصة 2007) 156,000                                     |
| 10    | إندونيسيا | برتامينا 140,000                                                                 |